# Іксонія (Вісконсин)
Іксонія (англ. Ixonia) — місто (англ. town) в США, в окрузі Джефферсон штату Вісконсин. Населення — 5120 осіб (2020).

## Демографія
Згідно з переписом 2010 року, у місті мешкало 4385 осіб у 1637 домогосподарствах у складі 1277 родин. Було 1719 помешкань
Расовий склад населення:
| - 97,8 % — білих - 0,3 % — чорних або афроамериканців - 0,2 % — корінних американців - 0,2 % — азіатів |

До двох чи більше рас належало 0,8 %. Частка іспаномовних становила 2,3 % від усіх жителів.
За віковим діапазоном населення розподілялося таким чином: 25,6 % — особи молодші 18 років, 62,9 % — особи у віці 18—64 років, 11,5 % — особи у віці 65 років та старші. Медіана віку мешканця становила 37,8 року. На 100 осіб жіночої статі у місті припадало 100,5 чоловіків;  на 100 жінок у віці від 18 років та старших — 100,2 чоловіків також старших 18 років.
Середній дохід на одне домашнє господарство  становив 83 306 доларів США (медіана — 73 199), а середній дохід на одну сім'ю — 95 633 долари (медіана — 88 796). Медіана доходів становила 50 541 долар для чоловіків та 36 493 долари для жінок. За межею бідності перебувало 5,9 % осіб, у тому числі 7,2 % дітей у віці до 18 років та 1,8 % осіб у віці 65 років та старших.
Цивільне працевлаштоване населення становило 2541 особа. Основні галузі зайнятості: освіта, охорона здоров'я та соціальна допомога — 22,8 %, виробництво — 20,0 %, роздрібна торгівля — 12,0 %, науковці, спеціалісти, менеджери — 9,2 %.